# ONCF DH 350
Les DH 350 sont une série de locomotives Diesel de l'ONCF, au Maroc.
Jusqu'au début des années 1970, le réseau marocain conserve une physionomie technique très française. Il commence à acquérir un caractère plus cosmopolite avec le renouvellement du parc, qui fait appel à des firmes polonaises, ou, comme ici, américaines.

## Conception
Les DH 351 à 368 sont des machines standard spécialement étudiées pour l'exportation par le constructeur General Motors (type GT 26 CW 2 du constructeur). EMD fournit également des machines de ce type à la Yougoslavie (JŽ série 663 de 1974, toutes passées aux HŽ comme 2063-001 à 014), au Pérou (Enafer no 751 à 757 en 1981/82) et à Israël (IR no 701 de 1988). Par la suite, la filiale canadienne sortira des machines de ce type pour l'Iran en 1984 (ISR no 60915 à 60.974), ainsi qu'Henschel pour les Pakistan Railways (PR no 8201 à 8230). Des machines de ce type sont encore en construction sous licence à l'heure actuelle chez Tulomsas en Turquie (TCDD n° DE 33001 à 33071) et chez Hyundai en Corée (KNR n° 7101 à 7180, 7301 à 7383, 7401 à 7484, et 7557 à 7576).
Très robustes, elles sont munies de turbocompresseurs augmentant encore leur puissance.
Elles sont livrées en trois lots :
- DH 351 à 361, EMD no 713236 à 713246 de 1974
- DH 362 à 365, EMD no 758005.1 à 750005.4 de 1976
- DH 366 à 368, EMD no 788025.1 à 788025.3 de 1979

## Service

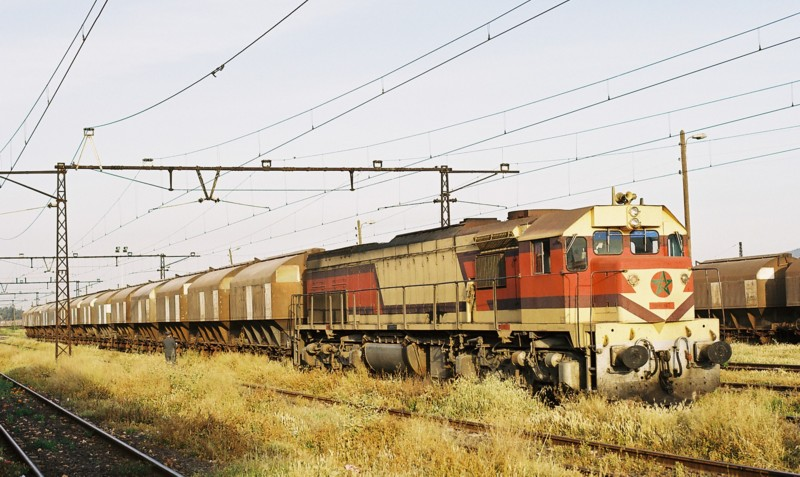
La DH 367 en tête d'un céréalier en gare de Fès. 6 avril 2005

Dès leur livraison, les DH 350 sont affectées aux services marchandises les plus durs entre Oujda et Fes, . On les retrouve en particulier en tête des trains de phosphate, service qu'elles assurent toujours à l'heure actuelle.
Depuis la livraison des sept BB 36000 louées à Akiem en 2012, elles ne servent plus qu'en remorque des trains de phosphates de Khouribga, sur la ligne de phosphates de Safi ou pour les remontes[Quoi ?] en gare. La série est ancienne.